# Milano–Torino
Milano–Torino je pomladanska enodnevna mini klasična kolesarska dirka v severni Italiji, ki jo prirejajo od leta 1876 in velja za najstarejšo na svetu. Res pa je, da je imela ta dirka vmes veliko organizacijskih problemov in z svojo kontinuiteto, saj je bila druga izvedba dirke na sporedu šele leta 1893 in jo vse do Druge svetovne vojne v vmesnem obdobju velikokrat sploh niso organizirali.
Dirka je v lasti skupine RCS media group, ki jo organizira in ima v svoji lasti tudi italijanski športni časopis Gazzetta dello Sport. Dirka je trenutno del serije UCI ProSeries. Ta skupina organizira tudi ostale največje italijanske dirke kot so Giro, Milano–San Remo in Tirreno–Adriatico. 

## Zgodovina

### Termin
Termin dirke se je skozi zgodovino večkrat spreminjal. Do leta 1986 je bila dirka na sporedu ponavadi en teden pred dirko Milano–San Remo, kot pomembna pripravljalna dirka pred prihajajočimi spomladanskimi klasikami. Leta 1987 so jo prestavili na oktober pred Dirko po Lombardiji, saj organizatorji nikakor niso bili zadovoljni z običajno nestabilnim vremenom marca v severni Italiji. Tako je oktobra v istem tednu postala del "jesenskega tojčka" skupaj z Gran Piemonte in Dirka po Lombardiji. Leta 2000 pa je dirka odpadla zaradi naliva, ki je povzročil katastrofalne plazove blata na območju Piemonta.
Leta 2005 se je vrnila v svoj prvoten termin v zgodnjem marcu, a se leta 2008 spet vrnila na oktober, ko je zamenjala termin z Strade Bianche. Tistega leto je zaradi spora med lastniki RCS in zvezo Associazione Ciclistica Arona odpadla zaradi nestrinjanja z oktoberskim terminom za naslednja tri leta. V koledar se je vrnila šele leta 2012 in vse do leta 2021 na sporedu konec septembra ali začetek oktobra. Od 2022 je dirka spet sredi marca.

## Moški

### Zmagovalci po letih
| Leto                                                                         | Zmagovalec           | Drugi                  | Tretji                         |
| ---------------------------------------------------------------------------- | -------------------- | ---------------------- | ------------------------------ |
| 1876                                                                         | Paolo Magretti       | Carlo Ricci Gariboldi  | Bartolomeo Balbiani            |
| med leti 1877 in 1892 dirk ni bilo                                           |                      |                        |                                |
| 1893                                                                         | Luigi Airaldi        | Giacomo Capella        | Luigi Masetti                  |
| med leti 1894 in 1895 dirk ni bilo                                           |                      |                        |                                |
| 1896                                                                         | Giovanni Moro        | Federico Goll          | Francesco Gilardini            |
| med leti 1897 in 1902 dirk ni bilo                                           |                      |                        |                                |
| 1903                                                                         | Giovanni Gerbi       | Giovanni Rossignoli    | Ferdinando Coppa               |
| leta 1904 dirke ni bilo                                                      |                      |                        |                                |
| 1905                                                                         | Giovanni Rossignoli  | Giovanni Cuniolo       | Giulio Tagliavini              |
| med leti 1906 in 1910 dirk ni bilo                                           |                      |                        |                                |
| 1911                                                                         | Henri Pélissier      | Carlo Durando          | Domenico Allasia               |
| leta 1912 dirke ni bilo                                                      |                      |                        |                                |
| 1913                                                                         | Giuseppe Azzini      | Carlo Durando          | Ezio Corlaita                  |
| 1914                                                                         | Costante Girardengo  | Giuseppe Azzini        | Carlo Durando                  |
| 1915                                                                         | Costante Girardengo  | Giovanni Roncon        | Lauro Bordin                   |
| leta 1916 dirke ni bilo                                                      |                      |                        |                                |
| 1917                                                                         | Oscar Egg            | Leopoldo Torricelli    | Luigi Lucotti                  |
| 1918                                                                         | Gaetano Belloni      | Alfredo Sivocci        | Angelo Vay                     |
| 1919                                                                         | Costante Girardengo  | Giuseppe Olivieri      | Giuseppe Azzini                |
| 1920                                                                         | Costante Girardengo  | Gaetano Belloni        | Leopoldo Torricelli            |
| 1921                                                                         | Federico Gay         | Giovanni Brunero       | Bartolomeo Aimo                |
| 1922                                                                         | Adriano Zanaga       | Emilio Petiva          | Federico Gay                   |
| 1923                                                                         | Costante Girardengo  | Gaetano Belloni        | Giovanni Brunero               |
| 1924                                                                         | Federico Gay         | Michele Gordini        | Angelo Gremo                   |
| 1925                                                                         | Adriano Zanaga       | Domenico Piemontesi    | Giuseppe Pancera               |
| med leti 1926 in 1930 dirk ni bilo                                           |                      |                        |                                |
| 1931                                                                         | Giuseppe Graglia     | Piero Polano           | Giuseppe Olmo                  |
| 1932                                                                         | Giuseppe Olmo        | Giuseppe Graglia       | Giuseppe Martano               |
| 1933                                                                         | Giuseppe Graglia     | Attilio Masarati       | Antonio Folco                  |
| 1934                                                                         | Mario Cipriani       | Orlando Teani          | Giuseppe Graglia               |
| 1935                                                                         | Giovanni Gotti       | Adalino Mealli         | Aldo Bini                      |
| 1936                                                                         | Cesare Del Cancia    | Olimpio Bizzi          | Mario Cipriani                 |
| 1937                                                                         | Giuseppe Martano     | Cesare Del Cancia      | Augusto Introzzi               |
| 1938                                                                         | Pierino Favalli      | Giuseppe Olmo          | Fausto Montesi                 |
| 1939                                                                         | Pierino Favalli      | Michele Benente        | Giovanni Gotti                 |
| 1940                                                                         | Pierino Favalli      | Pietro Chiappini       | Francesco Albani               |
| 1941                                                                         | Pietro Chiappini     | Ruggero Moro           | Pietro Rimoldi                 |
| 1942                                                                         | Pietro Chiappini     | Osvaldo Bailo          | Salvatore Crippa               |
| med leti 1943 in 1944 dirk ni bilo                                           |                      |                        |                                |
| 1945                                                                         | Vito Ortelli         | Enzo Coppini           | Guerrino Tomasoni              |
| 1946                                                                         | Vito Ortelli         | Oreste Conte           | Guido Lelli                    |
| 1947                                                                         | Italo De Zan         | Giovanni Pinarello     | Egidio Feruglio                |
| 1948                                                                         | Sergio Maggini       | Italo De Zan           | Luciano Pezzi                  |
| 1949                                                                         | Luigi Casola         | Aldo Bini              | Italo De Zan                   |
| 1950                                                                         | Adolfo Grosso        | Fausto Marini          | Livio Isotti                   |
| 1951                                                                         | Fiorenzo Magni       | Giorgio Albani         | Alfredo Martini                |
| 1952                                                                         | Aldo Bini            | Oreste Conte           | Alfo Ferrari                   |
| 1953                                                                         | Luciano Maggini      | Loretto Petrucci       | Donato Zampini                 |
| 1954                                                                         | Agostino Coletto     | Fiorenzo Magni         | Luciano Maggini                |
| 1955                                                                         | Cleto Maule          | Aldo Moser             | Giorgio Albani                 |
| 1956                                                                         | Ferdy Kübler         | Germain Derycke        | Roberto Falaschi               |
| 1957                                                                         | Miguel Poblet        | Fred De Bruyne         | Guido Messina                  |
| 1958                                                                         | Agostino Coletto     | Miguel Poblet          | Armando Pellegrini             |
| 1959                                                                         | Nello Fabbri         | Guido Carlesi          | Agostino Coletto               |
| 1960                                                                         | Arnaldo Pambianco    | Guido Carlesi          | Gastone Nencini                |
| 1961                                                                         | Walter Martin        | Angelo Conterno        | Alessandro Fantini             |
| 1962                                                                         | Franco Balmamion     | Vittorio Adorni        | Dino Bruni                     |
| 1963                                                                         | Franco Cribiori      | Carlo Chiappano        | Giovanni Bettinelli            |
| 1964                                                                         | Valentín Uriona      | Italo Zilioli          | Franco Cribiori                |
| 1965                                                                         | Vito Taccone         | Marino Vigna           | Romeo Venturelli               |
| 1966                                                                         | Marino Vigna         | Michele Dancelli       | Dino Zandegu                   |
| 1967                                                                         | Gianni Motta         | Franco Bitossi         | Vittorio Adorni                |
| 1968                                                                         | Franco Bitossi       | Italo Zilioli          | Michele Dancelli               |
| 1969                                                                         | Claudio Michelotto   | Martin Van Den Bossche | Franco Bitossi                 |
| 1970                                                                         | Luciano Armani       | Guido Reybrouck        | Davide Boifava                 |
| 1971                                                                         | Georges Pintens      | Enrico Paolini         | Marinus Wagtmans               |
| 1972                                                                         | Roger De Vlaeminck   | Franco Bitossi         | Gianni Motta                   |
| 1973                                                                         | Marcello Bergamo     | Franco Bitossi         | Roger De Vlaeminck             |
| 1974                                                                         | Roger De Vlaeminck   | Marcello Bergamo       | Italo Zilioli                  |
| 1975                                                                         | Wladimiro Panizza    | Enrico Paolini         | Roger De Vlaeminck             |
| 1976                                                                         | Enrico Paolini       | Franco Bitossi         | Edouard Verstraeten            |
| 1977                                                                         | Rik Van Linden       | Walter Godefroot       | Alfons De Bal                  |
| 1978                                                                         | Pierino Gavazzi      | Vittorio Algeri        | Franco Bitossi                 |
| 1979                                                                         | Alfio Vandi          | Claude Criquielion     | Wladimiro Panizza              |
| 1980                                                                         | Giovanni Battaglin   | Francesco Moser        | Roberto Ceruti                 |
| 1981                                                                         | Giuseppe Martinelli  | Giovanni Renosto       | Nazzareno Berto                |
| 1982                                                                         | Giuseppe Saronni     | Noël Dejonckheere      | Rik Van Linden                 |
| 1983                                                                         | Francesco Moser      | Silvestro Milani       | Peter Kehl                     |
| 1984                                                                         | Paolo Rosola         | Guido Bontempi         | Roger De Vlaeminck             |
| 1985                                                                         | Daniele Caroli       | Stefan Mutter          | Dante Morandi                  |
| leta 1986 dirke ni bilo                                                      |                      |                        |                                |
| 1987                                                                         | Phil Anderson        | Flavio Giupponi        | Tony Rominger                  |
| 1988                                                                         | Rolf Gölz            | Phil Anderson          | Luc Roosen                     |
| 1989                                                                         | Rolf Gölz            | Dag Erik Pedersen      | Tony Rominger                  |
| 1990                                                                         | Mauro Gianetti       | Jean-Claude Leclercq   | Gilles Delion                  |
| 1991                                                                         | Davide Cassani       | Tony Rominger          | Sammie Moreels                 |
| 1992                                                                         | Gianni Bugno         | Rolf Aldag             | Tony Rominger                  |
| 1993                                                                         | Rolf Sorensen        | Paolo Fornaciari       | Francesco Frattini             |
| 1994                                                                         | Francesco Casagrande | Mauro Gianetti         | Zenon Jaskuła                  |
| 1995                                                                         | Stefano Zanini       | Rolf Sorensen          | Francesco Casagrande           |
| 1996                                                                         | Daniele Nardello     | Stefano Zanini         | Laurent Jalabert               |
| 1997                                                                         | Laurent Jalabert     | Alex Zülle             | Paolo Lanfranchi               |
| 1998                                                                         | Niki Aebersold       | Oscar Camenzind        | Marco Serpellini               |
| 1999                                                                         | Markus Zberg         | Paolo Bettini          | Jan Ullrich                    |
| leta 2000 je dirka odpadla zaradi naliva in katastrofalnih plazov            |                      |                        |                                |
| 2001                                                                         | Mirko Celestino      | Niki Aebersold         | Eddy Mazzoleni                 |
| 2002                                                                         | Michele Bartoli      | Oscar Camenzind        | Gabriele Missaglia             |
| 2003                                                                         | Mirko Celestino      | Davide Rebellin        | Miguel Ángel Martín Perdiguero |
| 2004                                                                         | Marcos Serrano       | Eddy Mazzoleni         | Francesco Casagrande           |
| 2005                                                                         | Fabio Sacchi         | Mirko Celestino        | Paolo Tiralongo                |
| 2006                                                                         | Igor Astarloa        | Mirko Celestino        | Paolo Tiralongo                |
| 2007                                                                         | Danilo Di Luca       | Mauricio Soler         | Kim Kirchen                    |
| med leti 2008 in 2011 dirk ni bilo zaradi nestrinjanja z oktobrskim terminom |                      |                        |                                |
| 2012                                                                         | Alberto Contador     | Diego Ulissi           | Fredrik Kessiakoff             |
| 2013                                                                         | Diego Ulissi         | Rafał Majka            | Daniel Moreno                  |
| 2014                                                                         | Giampaolo Caruso     | Rinaldo Nocentini      | Daniel Moreno                  |
| 2015                                                                         | Diego Rosa           | Rafał Majka            | Fabio Aru                      |
| 2016                                                                         | Miguel Ángel López   | Michael Woods          | Rigoberto Urán                 |
| 2017                                                                         | Rigoberto Urán       | Adam Yates             | Fabio Aru                      |
| 2018                                                                         | Thibaut Pinot        | Miguel Ángel López     | Alejandro Valverde             |
| 2019                                                                         | Michael Woods        | Alejandro Valverde     | Adam Yates                     |
| 2020                                                                         | Arnaud Démare        | Caleb Ewan             | Wout van Aert                  |
| 2021                                                                         | Primož Roglič        | Adam Yates             | Joao Almeida                   |
| 2022                                                                         | Mark Cavendish       | Nacer Bouhanni         | Alexander Kristoff             |
| 2023                                                                         | Arvid de Kleijn      | Fernando Gaviria       | Casper van Uden                |
| 2024                                                                         | Alberto Bettiol      | Jan Christen           | Marc Hirschi                   |
| 2025                                                                         | Isaac del Toro       | Ben Tulett             | Tobias Halland Johannessen     |

### Večkratni zmagovalci
| Zmage | Kolesar             | Edicija                      |
| ----- | ------------------- | ---------------------------- |
| 5     | Costante Girardengo | 1914, 1915, 1919, 1920, 1923 |
| 3     | Pierino Favalli     | 1938, 1939, 1940             |
| 2     | Federico Gay        | 1921, 1924                   |
| 2     | Adriano Zanaga      | 1922, 1924                   |
| 2     | Pietro Chiappini    | 1941, 1942                   |
| 2     | Vito Ortelli        | 1945, 1946                   |
| 2     | Agostino Coletto    | 1954, 1958                   |
| 2     | Roger De Vlaeminck  | 1972, 1974                   |
| 2     | Rolf Gölz           | 1988, 1989                   |
| 2     | Mirko Celestino     | 2001, 2003                   |

### Zmagovalci po državah
| Zmage | Država                   |
| ----- | ------------------------ |
| 74    | Italija                  |
| 5     | Španija                  |
| 5     | Švica                    |
| 4     | Belgija                  |
| 4     | Francija                 |
| 2     | Kolumbija                |
| 2     | Zvezna republika Nemčija |
| 2     | Luksemburg               |
| 1     | Avstralija               |
| 1     | Kanada                   |
| 1     | Danska                   |
| 1     | Združeno kraljestvo      |
| 1     | Nizozemska               |
| 1     | Slovenija                |
| 1     | Mehika                   |